# Tamás Attila (irodalomtörténész)
Tamás Attila (Budapest, 1930. június 17. – 2015. február 8.) magyar irodalomtörténész, kritikus, egyetemi tanár.

## Életpályája
Szülei: Tamás Károly és Hézser Margit voltak. 1948–1952 között az ELTE BTK magyar–német szakán tanult. 1952–1954 között a Mafilm dramaturggyakornoka volt. 1954–1955 között a 35. sz. Iparitanuló Intézet nevelőtanáraként dolgozott. 1955–1956 között az Új Hang belső munkatársa volt. 1957–1961 között az Eötvös József Gimnáziumban oktatott. 1961–1963 között az Akadémiai Kiadó Lexikonszerkesztőségének felelős szerkesztője volt. 1963–1972 között a József Attila Tudományegyetem docense volt. 1972–1976 között a Kossuth Lajos Tudományegyetem tanszékvezető docense, 1976–1997 között a modern magyar irodalom tanszékvezető egyetemi tanára, 1990–1993 között rektorhelyettese volt. 1982–1984 között, valamint 1995–1996 között a Bécsi Egyetem vendégprofesszora volt. 1990–1994 között a Debreceni Közgyűlés tagja volt. 1994–2000 között a Debreceni Akadémiai Bizottság alelnöke, a Magyar Tudományos Akadémia Irodalomtudományi Bizottságának tagja volt. 1998-ban nyugdíjba vonult. 1999–2002 között a Magyar Ösztöndíj Bizottság tagja volt.
Kutatási területe a XIX–XX. századi magyar irodalomtörténet, irodalomelmélet és esztétika. Ő volt a Magyar irodalmi lexikon (1963–1965) I. kötetének felelős szerkesztője.

## Magánélete
1964-ben házasságot kötött Márkus Margittal. Két lányuk született: Ildikó (1965) és Eszter (1968).

## Művei
- Költői világképek fejlődése Arany Jánostól József Attiláig (1964)
- A költői műalkotás fő sajátságai (1972)
- Irodalom és emberi teljesség (1973)
- Líra a huszadik században (1975)
- Weöres Sándor (1978)
- A marxista esztétika alapjai; Tankönyvkiadó, Bp., 1979
- A magyar irodalom története (társszerző, 1982)
- A nyelvi műalkotás jelentése. A jelentés fogalma a műalkotás felől nézve; szerk. Bitskey István, Tamás Attila; KLTE, Debrecen, 1984
- Csokonai-tanulmányok; szerk. Bitskey István, Tamás Attila; KLTE, Debrecen, 1986
- Stílustörténet és műtipológia. Tanulmányok a XX. századi magyar irodalomról; szerk. Bitskey István, Tamás Attila; KLTE, Debrecen, 1989
- Illyés Gyula (1989)
- Világirodalmi tanulmányok; szerk. Bitskey István, Tamás Attila; KLTE, Debrecen, 1990
- Esztétika; 6. kiad. jav. kiad.; Tankönyvkiadó, Bp., 1990
- Tanulmányok a 19. századi magyar irodalomról; szerk. Bitskey István, Tamás Attila; KLTE, Debrecen, 1991
- Töprengések az irodalmi értékről (1993)
- Toposzok és exemplumok régi irodalmunkban; szerk. Bitskey István, Tamás Attila; KLTE, Debrecen, 1994
- Értékteremtők nyomában. Művek, irányzatok, elméleti kérdések; Csokonai, Debrecen, 1994 (Csokonai könyvtár)
- Egy évszázad vonzásában. Tanulmányok Nagy Miklós tiszteletére; szerk. Bitskey István, Tamás Attila; KLTE, Debrecen, 1995
- A népiségtől a posztmodernig. Tanulmányok korunk magyar irodalmáról; szerk. Bitskey István, Tamás Attila; KLTE, Debrecen, 1997
- Egy magyar Párizsban. Illyés Gyula-antológia; szerk. Gorilovics Tivadar, Tamás Attila; Kossuth Egyetemi, Debrecen, 2002
- Határhelyzetben. Gondolkodás irodalomról, művészetekről; Kossuth Egyetemi Kiadó, Debrecen, 2003 (Csokonai könyvtár)
- Visszatekintés. Életrajzi jegyzetek; szerk., utószó Szirák Péter; Debreceni Egyetemi Kiadó, Debrecen, 2010

## Díjai, kitüntetései
- Az irodalomtudományok kandidátusa (1962)
- Szeged alkotói díja (1971)
- Az irodalomtudományok doktora (1975)
- Alföld-díj (1980)
- Kiváló Munkáért (1988)
- Apáczai Csere János-díj (1994)
- Debrecen Város Csokonai-díja (1994)
- Toldy Ferenc-díj (1995)
- Eötvös József-koszorú (1997)
- A Magyar Érdemrend tisztikeresztje (1998)
- Arany János-díj (2005)